# Vinamilk
Công ty Cổ phần sữa Việt Nam (tiếng Anh: Vietnam Dairy Products Joint Stock Company), thường được biết đến với thương hiệu Vinamilk, là một công ty sản xuất, kinh doanh sữa và sản phẩm từ sữa cũng như các thiết bị máy móc liên quan tại Việt Nam.
Theo thống kê của Chương trình Phát triển Liên Hợp Quốc, đây là công ty lớn thứ 15 tại Việt Nam vào năm 2007. Vinamilk hiện là doanh nghiệp hàng đầu của ngành công nghiệp chế biến sữa, chiếm hơn 54,5% thị phần sữa nước, 40,6% thị phần sữa bột, 33,6% thị phần sữa chua uống, 84,5% thị phần sữa chua ăn và 79,7% thị phần sữa đặc trên toàn quốc. Ngoài việc phân phối mạnh trong nước với mạng lưới hơn 220.000 điểm bán hàng phủ đều 63 tỉnh thành, sản phẩm Vinamilk còn được xuất khẩu sang 43 quốc gia trên thế giới như Mỹ, Pháp, Canada, Ba Lan, Đức, Nhật Bản khu vực Trung Đông, Đông Nam Á... Sau gần 50 năm ra mắt người tiêu dùng, đến nay Vinamilk đã xây dựng được 14 nhà máy sản xuất, 2 xí nghiệp kho vận, 3 chi nhánh văn phòng bán hàng, một nhà máy sữa tại Campuchia (Angkormilk) và một văn phòng đại diện tại Thái Lan. Trong năm 2018, Vinamilk là một trong những công ty thuộc Top 200 công ty có doanh thu trên 1 tỷ đô tốt nhất Châu Á Thái Bình Dương (Best over a billion).

## Lịch sử

### Thời kỳ bao cấp (1976–1986)
Năm 1976, lúc mới thành lập, Công ty Sữa Việt Nam (Vinamilk) có tên là Công ty Sữa – Cà phê Miền Nam, trực thuộc Tổng cục Công nghiệp Thực phẩm miền Nam, sau khi chính phủ quốc hữu hóa ba nhà máy sữa: Nhà máy sữa Thống Nhất (tiền thân là nhà máy Foremost Dairies Vietnam S.A.R.L hoạt động từ 1965), Nhà máy Sữa Trường Thọ (tiền thân là nhà máy Cosuvina do Hoa kiều thành lập 1972) và Nhà máy Sữa bột Dielac (đang xây dựng dang dở thuộc Nestle).
Năm 1982, công ty Sữa – Cà phê Miền Nam được chuyển giao về bộ công nghiệp thực phẩm và đổi tên thành xí nghiệp liên hiệp Sữa – Cà phê – Bánh kẹo I. Lúc này, xí nghiệp đã có thêm hai nhà máy trực thuộc, đó là:
- Nhà máy bánh kẹo Lubico.
- Nhà máy bột dinh dưỡng Bích Chi (Đồng Tháp).

### Thời kỳ đổi mới (1986–2003)
Tháng 3 năm 1992, Xí nghiệp Liên hiệp Sữa – Cà phê – Bánh kẹo I chính thức đổi tên thành Công ty Sữa Việt Nam (Vinamilk) - trực thuộc Bộ Công nghiệp nhẹ, chuyên sản xuất, chế biến sữa và các sản phẩm từ sữa.
Năm 1994, Vinamilk đã xây dựng thêm một nhà máy sữa ở Hà Nội để phát triển thị trường tại Bắc Bộ, nâng tổng số nhà máy trực thuộc lên 4 nhà máy. Việc xây dựng nhà máy là nằm trong chiến lược mở rộng, phát triển và đáp ứng nhu cầu thị trường Bắc Bộ.
Năm 1996: Vinamilk liên doanh với Công ty Cổ phần Đông lạnh Quy Nhơn để thành lập Xí Nghiệp Liên Doanh Sữa Bình Định. Liên doanh này tạo điều kiện cho Công ty thâm nhập thành công vào thị trường Trung Bộ.
Năm 2000: Nhà máy sữa Cần Thơ được xây dựng tại Khu Công nghiệp Trà Nóc, Cần Thơ, nhằm mục đích đáp ứng nhu cầu tốt hơn của người tiêu dùng tại đồng bằng sông Cửu Long. Cũng trong thời gian này, Công ty cũng xây dựng Xí Nghiệp Kho Vận có địa chỉ tọa lạc tại: 32 Đặng Văn Bi, Thành phố Hồ Chí Minh.
Tháng 5 năm 2001, công ty khánh thành nhà máy sữa tại Cần Thơ.

### Thời kỳ cổ phần hóa (2003–nay)
Năm 2003: Công ty chuyển thành Công ty Cổ phần Sữa Việt Nam (Tháng 11). Mã giao dịch trên sàn giao dịch chứng khoán là VNM. Cũng trong năm 2003, công ty khánh thành nhà máy sữa ở Bình Định và Thành phố Hồ Chí Minh.
Năm 2004: Mua lại Công ty Cổ phần sữa Sài Gòn. Tăng vốn điều lệ của Công ty lên 1,590 tỷ đồng.
Năm 2005: Mua số cổ phần còn lại của đối tác liên doanh trong Công ty Liên doanh Sữa Bình Định (sau đó được gọi là Nhà máy Sữa Bình Định) và khánh thành Nhà máy Sữa Nghệ An vào ngày 30 tháng 6 năm 2005, có địa chỉ đặt tại Khu Công nghiệp Cửa Lò, tỉnh Nghệ An.
- Liên doanh với SABmiller Asia B.V để thành lập Công ty TNHH Liên Doanh SABMiller Việt Nam vào tháng 8 năm 2005. Sản phẩm đầu tiên của liên doanh mang thương hiệu Zorok được tung ra thị trường vào đầu giữa năm 2007.

Năm 2006: Vinamilk niêm yết trên thị trường chứng khoán Thành phố Hồ Chí Minh vào ngày 19 tháng 1 năm 2006, khi đó vốn của Tổng Công ty Đầu tư và Kinh doanh Vốn Nhà nước có tỷ lệ nắm giữ là 50.01% vốn điều lệ của Công ty.
- Mở Phòng khám An Khang tại Thành phố Hồ Chí Minh vào tháng 6 năm 2006. Đây là phòng khám đầu tiên tại Việt Nam quản trị bằng hệ thống thông tin điện tử. Phòng khám cung cấp các dịch vụ như tư vấn dinh dưỡng, khám phụ khoa, tư vấn nhi khoa và khám sức khỏe.
- Khởi động chương trình trang trại bò sữa bắt đầu từ việc mua lại trang trại Bò sữa Tuyên Quang vào tháng 11 năm 2006 - một trang trại nhỏ với đàn bò sữa khoảng 1.400 con. Trang trại này cũng được đi vào hoạt động ngay sau khi được mua lại.

Ngày 20 tháng 8 năm 2006. Vinamilk đổi Logo thương hiệu của công ty
Năm 2007: Mua cổ phần chi phối 55% của Công ty sữa Lam Sơn vào tháng 9 năm 2007, có trụ sở tại Khu công nghiệp Lễ Môn, Tỉnh Thanh Hóa. Vinamilk bắt đầu sử dụng khẩu hiệu "Cuộc sống tươi đẹp" cho công ty
Năm 2009: Phát triển được 135.000 đại lý phân phối, 9 nhà máy và nhiều trang trại nuôi bò sữa tại Nghệ An, và Tuyên Quang. Đồng thời thay khẩu hiệu từ "Cuộc sống tươi đẹp" sang "Niềm tin Việt Nam"
Năm 2010: Thay khẩu hiệu từ "Niềm tin Việt Nam" sang "Vươn cao Việt Nam".
Năm 2010 - 2012: Xây dựng nhà máy sữa nước và sữa bột tại Bình Dương với tổng vốn đầu tư là 220 triệu USD. Thành lập Nhà máy Nước giải khát Việt Nam.
Năm 2012: Thay đổi Logo mới thay cho Logo năm 2006.
Năm 2011: Đưa vào hoạt động nhà máy sữa Đà Nẵng với vốn đầu tư 30 triệu USD.
Năm 2013: Đưa vào hoạt động nhà máy Sữa Việt Nam (Mega) tại Khu công nghiệp Mỹ Phước 2, Bình Dương giai đoạn 1 với công suất 400 triệu lít sữa/năm.
Năm 2016: Khánh thành nhà máy Sữa Angkormilk tại Campuchia.
Năm 2017: Khánh thành trang trại Vinamilk Organic Đà Lạt, trang trại bò sữa hữu cơ đầu tiên tại Việt Nam. Thành lập Trung tâm Sữa tươi nguyên liệu Củ Chi.
Năm 2018: Khánh thành Trang trại số 1 thuộc Tổ hợp trang trại bò sữa công nghệ cao Vinamilk Thanh Hóa. Khởi công dự án tổ hợp trang trại bò sữa Organic Vinamilk Lao-Jagro tại Lào. Là công ty đầu tiên sản xuất sữa A2 tại Việt Nam.
Năm 2019: Khánh thành trang trại Bò Sữa Tây Ninh.
Tháng 7/2023: Thay đổi logo và khẩu hiệu thành "Vui Khỏe Mỗi Ngày".

## Hoạt động kinh doanh

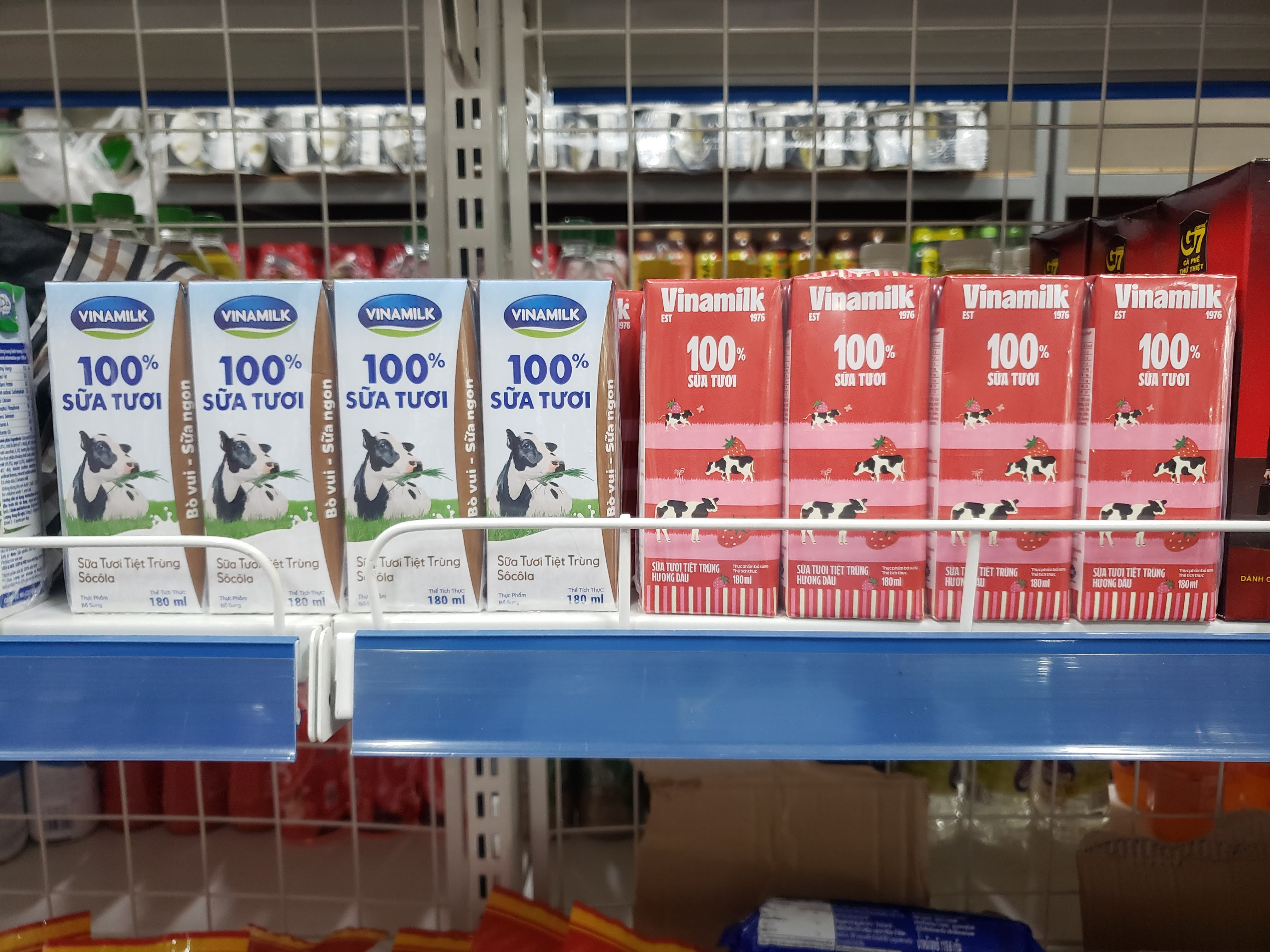
Sản phẩm sữa Vinamilk với logo cũ (trái) và logo hiện tại (phải)

Hoạt động kinh doanh chính của công ty này bao gồm chế biến, sản xuất và mua bán sữa tươi, sữa đóng hộp, sữa bột, bột dinh dưỡng, sữa chua, sữa đặc, sữa đậu nành, thức uống giải khát và các sản phẩm từ sữa khác. Các mặt hàng của Vinamilk cũng được xuất khẩu sang một số quốc gia như Campuchia, Phillippines, Úc và một số nước Trung Đông. Doanh thu xuất khẩu chiếm 13% tổng doanh thu của công ty. Năm 2011, Vinamilk mở rộng hoạt động sản xuất, chuyển hướng sang phân khúc trái cây và rau củ. Không lâu sau phân khúc hàng mới, dòng sản phẩm đạt được thành công với 25% thị phần tại kênh bán lẻ tại siêu thị. Tháng 2 năm 2012, công ty mở rộng sản xuất sang mặt hàng nước trái cây dành cho trẻ em.

## Đơn vị trực thuộc

### Công ty con nội địa/liên kết trong nước
- CÔNG TY TNHH MTV BÒ SỮA VIỆT NAM (100%)
- CÔNG TY TNHH MTV BÒ SỮA THỐNG NHẤT THANH HÓA (100%)
- CÔNG TY CỔ PHẦN GTNFOODS (75%)
- CÔNG TY CỔ PHẦN ĐƯỜNG VIỆT NAM (65%)
- CÔNG TY CHẾ BIẾN DỪA Á CHÂU (25%)
- CÔNG TY CỔ PHẦN APIS (20%)

### Công ty con nước ngoài/liên kết tại nước ngoài
- DRIFTWOOD DAIRY HOLDING CORPORATION (100%)
- ANGKOR DAIRY PRODUCTS CO., LTD. (100%)
- LAO-JAGRO DEVELOPMENT XIENGKHOUANG CO., LTD (51%)
- MIRAKA HOLDINGS LIMITED (22,81%)

## Nhà máy

Nhà máy sữa bột Việt Nam.

- Nhà máy Sữa Thống Nhất - Thành phố Hồ Chí Minh
- Nhà máy Sữa Trường Thọ - Thành phố Hồ Chí Minh
- Nhà máy Sữa Dielac - Đồng Nai
- Nhà máy Sữa Cần Thơ - Cần Thơ
- Nhà máy Sữa Sài Gòn - Thành phố Hồ Chí Minh
- Nhà máy Sữa Bình Định - Bình Định
- Nhà máy Sữa Nghệ An - Nghệ An
- Nhà máy Sữa Lam Sơn - Thanh Hóa
- Nhà máy Sữa Tiên Sơn - Bắc Ninh
- Nhà máy Sữa Đà Nẵng - Đà Nẵng
- Nhà máy Nước Giải Khát Việt Nam - Bình Dương
- Nhà máy Sữa Bột Việt Nam - Bình Dương
- Nhà máy Sữa Việt Nam (MEGA) - Bình Dương
- Nhà máy Sữa Angkor (Angkor Dairy Products Co., Ltd - Angkormilk) ở Campuchia.

## Trang trại
- Trang trại bò sữa Tuyên Quang
- Trang trại số 1/2 - tổ hợp trang trại bò sữa thống nhất Thanh Hóa
- Trang trại bò sữa Thanh Hóa
- Trang trại bò sữa Như Thanh - Thanh Hóa
- Trang trại bò sữa Nghệ An
- Trang trại bò sữa Hà Tĩnh
- Trang trại bò sữa Bình Định
- Trang trại bò sữa Tây Ninh
- Trang trại bò sữa Vinamilk Đà Lạt
- Trang trại bò sữa Vinamilk Organic Đà Lạt
- Trang trại bò sữa Vinamilk Đà Lạt - trang trại số 3

## Chi nhánh
- Chi nhánh Hà Nội
- Chi nhánh Đà Nẵng
- Chi nhánh Cần Thơ
- Văn phòng đại diện tại Thái Lan

## Kho vận
- Xí nghiệp kho vận Hồ Chí Minh
- Xí nghiệp kho vận Hà Nội

## Danh hiệu và phần thưởng
- Danh hiệu Anh hùng Lao động (2000).
- Huân chương Độc lập Hạng III (2005, 2016).
- Huân chương Lao động hạng III (1985, 2005), hạng II (1991), hạng I (1996).
- Top 15 công ty tại Việt Nam (UNDP).
- Top 200 Doanh nghiệp Vừa và Nhỏ ở châu Á do Forbes Asia bình chọn (2010,2019).
- Top 10 thương hiệu được người tiêu dùng yêu thích nhất Việt (Nielsen Singapore 2010).
- Top 5 doanh nghiệp tư nhân lớn nhất thị trường Việt Nam (VNR500).
- Top 50 Doanh nghiệp sữa có doanh thu lớn nhất thế giới (Đứng thứ 49) - Theo báo cáo của Euro Monitor & KPMG (2016)
- Top 10 trong 1.000 thương hiệu hàng đầu Châu Á (Đứng hàng thứ 4) - Tạp chí Campaign Asia-Pacific (dựa theo AC Nielsen) (2016)
- 300 công ty năng động nhất châu Á (Asia 200) - Tạp chí Nikkei (2016)
- Top 3 nơi làm việc tốt nhất Việt Nam (2014-2016) - Công ty Nghiên cứu thị trường Nielsen và mạng Anphabe.com.
- Top 100 Nhà tuyển dụng được yêu thích nhất (2022) của CareerBuilder[7]
- Gắn 3 sao về “Vị ngon thượng hạng” (2023) bởi Giải thưởng quốc tế Superior Taste Award (Vị ngon thượng hạng) do tổ chức International Taste Institute công nhận.[8]

## Bất cập giá sữa
Trong khu vực giá sữa ở Việt Nam là ở mức cao và liên tục tăng trong khi thu nhập của phần đông dân cư còn thấp. Chuyên gia kinh tế PGS.TS Ngô Trí Long nhận xét "giá sữa tại Việt Nam luôn cao hơn giá sữa thế giới, bình quân hiện nay của nước ta là khoảng 1,4 USD/lít, Trung Quốc chỉ 1,1 USD/lít, Ấn Độ là 0,5 USD/lít, Âu - Mỹ 0,5-0,9 USD/lít… So với các nước [giá sữa ở nước] mình là cao nhất, trong khi thu nhập của người dân lại ở mức thấp.". Theo đánh giá của Tiến sĩ Jonathan Pincus, Giám đốc Đào tạo Chương trình giảng dạy kinh tế Fulbright lại cho rằng nhận xét giá sữa "cao nhất thế giới" là không có cơ sở, rằng giá sữa Việt Nam tương đương với các nước trong khu vực ASEAN.
Giá sữa của Vinamilk liên tục tăng trong khi lợi nhuận luôn ở mức cao.
Tháng 2 năm 2013, Vinamilk cho biết vừa điều chỉnh giá bán một số nhóm sản phẩm tăng khoảng 7%.

## Khẩu hiệu
- 1976 - 2004: Sức khỏe và trí tuệ
- 2004 - 2007: Chất lượng quốc tế, chất lượng Vinamilk
- 2007 - 2009: Cuộc sống tươi đẹp
- 2009 - 2010: Niềm tin Việt Nam
- 2010 - 2022: Vươn cao Việt Nam
- Từ 06/07/2023 - nay: est 1976

## Logo

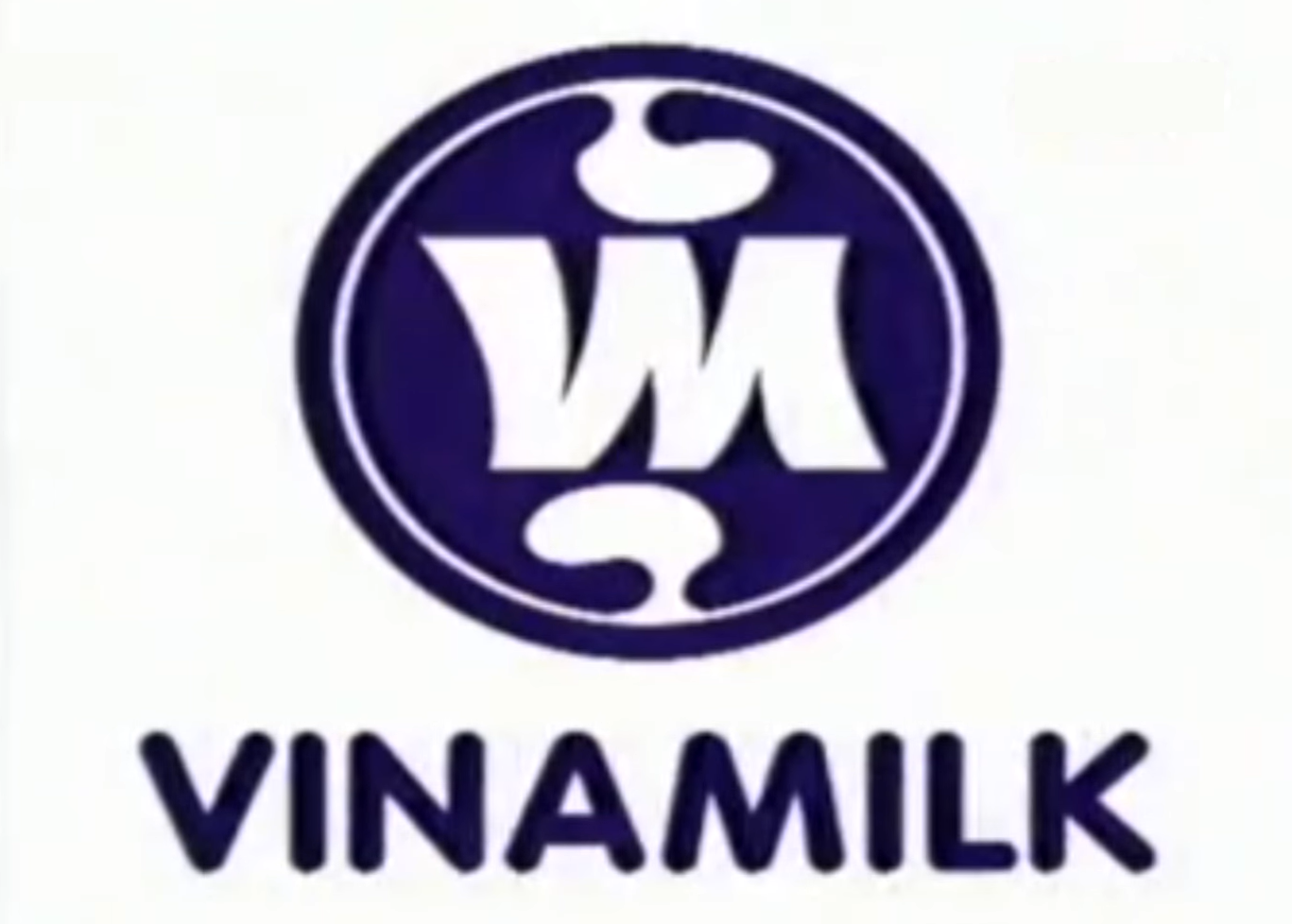
(1976 - 2004)
(2004 - 2007)
(2007 - 2012)
(2012 - 2022)
(2022 - 05/07/2023)
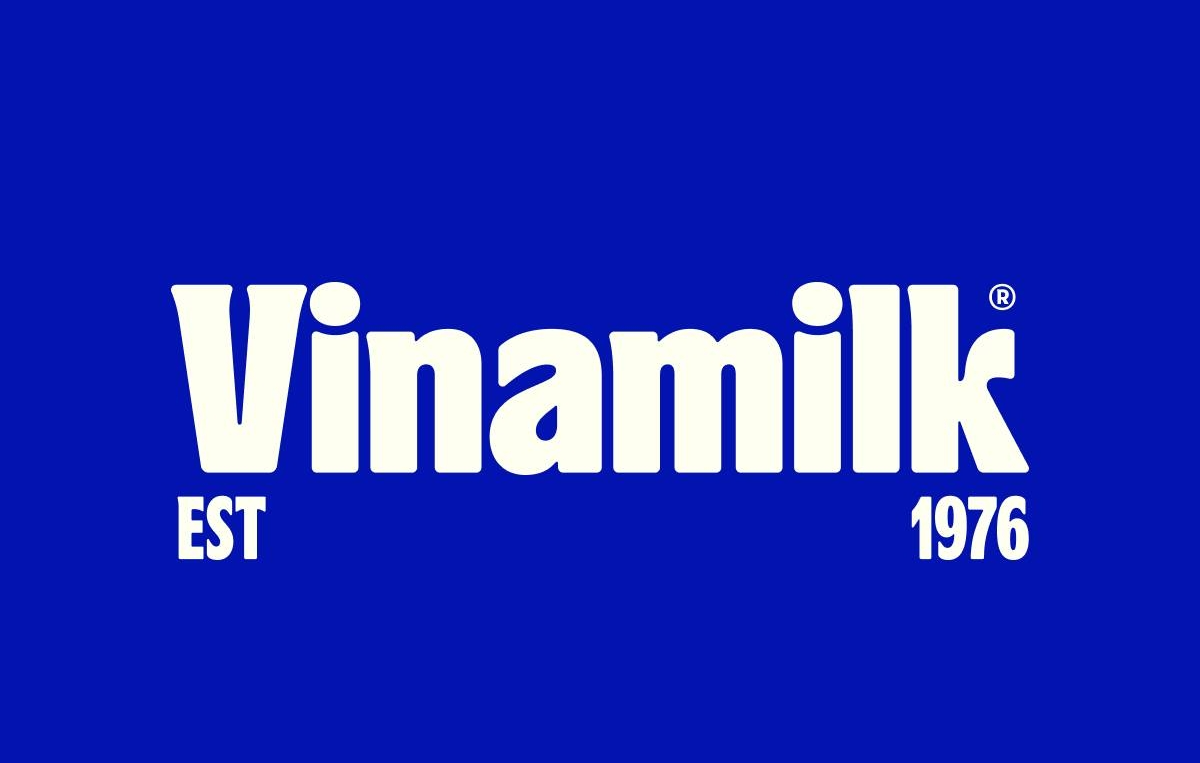
(06/07/2023  - nay)